# Línea SE (Urbanos de Valdemoro)
La línea SE de la red de autobuses urbanos de Valdemoro une la avenida de Andalucía con la piscina municipal.

## Características
Este servicio especial une la avenida de Andalucía y el Paseo de la Estación con la piscina municipal mientras está abierta.
La línea circula exclusivamente por el término municipal de Valdemoro. Como bien se expresa en la numeración interna del CRTM, recibe el número SE161. El primer dígito corresponde a la línea, en este caso la línea SE. Y los últimos tres dígitos corresponden al municipio por el que circula, en este caso 161 corresponde al municipio de Valdemoro.
La línea mantiene los mismos horarios todo el año.
Está operada por AISA mediante la concesión administrativa URCM-161 - Urbano de Valdemoro (Urbanos Comunidad de Madrid) del Consorcio Regional de Transportes de Madrid.

## Horarios
| Todos los días          |                         |
| Av. Andalucía > Piscina | Piscina > Av. Andalucía |
| 11:45                   | 12:00                   |
| 15:45                   | 16:00                   |
| 19:45                   | 20:00                   |

## Recorrido y paradas

### Sentido Piscina
| Código | Parada                             | Común con   |
| ------ | ---------------------------------- | ----------- |
| 10762  | Av. Andalucía - P.º de la Estación | 1 2 5 6     |
| 19439  | P.º Estación - Alberiza            | 1 2 4 5 6 7 |
| 19986  | P.º del Prado - Piscina Municipal  |             |

### Sentido Av. Andalucía
| Código | Parada                             | Común con |
| ------ | ---------------------------------- | --------- |
| 19986  | P.º del Prado - Piscina Municipal  |           |
| 19438  | P.º Estación - Alberiza            | 1 2 5 6 7 |
| 10762  | Av. Andalucía - P.º de la Estación | 1 2 5 6   |